# ブラウニング駅
ブラウニング駅（英語:  Browning station）は、アメリカ合衆国モンタナ州ブラウニング ハート・ビュート・ロードおよびデポ・ロードにある駅。 全米各地を結ぶ旅客鉄道のアムトラックが乗り入れている。

## 概要
当駅は、イースト・グレイシャー・パーク駅に代わる冬季営業の駅である。2012年に約33mのコンクリートのホーム、照明、車いす用スロープ、リフト、身障者用駐車場が整備された。

## 利用可能な鉄道路線／列車
アムトラックの停車する列車は下記の通り。
シカゴとシアトル / ポートランド間の夜行長距離列車エンパイア・ビルダー … 1往復/日 発着
※当駅にはシカゴ - シアトル間、シカゴ - ポートランド間の編成とも停車。ワシントン州のスポケーン駅にて連結および切り離しを行う。